# Order of the Companions of O. R. Tambo
Order of the Companions of O. R. Tambo (afr. Orde van die Metgeselle van O. R. Tambo, pol. Order Towarzyszy O. R. Tambo) – cywilne odznaczenie Republiki Południowej Afryki ustanowione w 2002, nadawane cudzoziemcom za zasługi oddane RPA.

## Historia i zasady nadawania

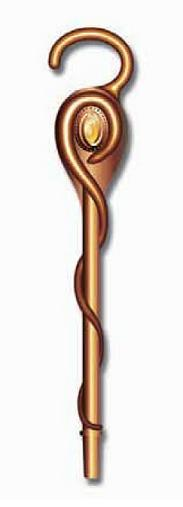
Laska orderu

Order of the Companions of O. R. Tambo został ustanowiony 6 grudnia 2002 w celu nagradzania cudzoziemców, którzy zasłużyli się w „promowaniu interesów i dążeń Republiki Południowej Afryki poprzez współpracę międzynarodową, solidarność i wsparcie”. Może być przyznawany również instytucjom. Zastąpił wycofany jednocześnie Order Dobrej Nadziei (ang. Order of Good Hope). Nazwa odznaczenia upamiętnia Olivera R. Tambo – południowoafrykańskiego działacza ruchu przeciw apartheidowi, wieloletniego przewodniczącego na uchodźstwie Afrykańskiego Kongresu Narodowego. Nadającym order jest urzędujący prezydent RPA.
Order Towarzyszy O. R. Tambo znajduje się na trzecim miejscu w precedencji odznaczeń państwowych RPA.

## Stopnie orderu
Order dzieli się na trzy klasy:
- Klasa I: Supreme Companion of O. R. Tambo – order złoty, nadawany głowom państwa i w szczególnych wypadkach – szefom rządu
- Klasa II: Grand Companion of O. R. Tambo – order srebrny, nadawany szefom rządu, ministrom, sędziom sądu najwyższego, przewodniczącym izby parlamentarnej, sekretarzom stanu, ambasadorom, głównodowodzącym sił zbrojnych itp.
- Klasa III: Companion of O. R. Tambo – order brązowy, nadawany parlamentarzystom, dyplomatom, wyższym oficerom sił zbrojnych itp.

Odznaczonym przysługuje prawo do umieszczania po nazwisku odpowiednich do klasy inicjałów orderu: „SCOT”, „GCOT” i „COT”.

## Insygnia
Odznaka orderu (w zależności od jego klasy: złota, srebrna lub brązowa) ma kształt owalu, którego boki otaczają dwa węże majola z symetrycznie wychylonymi ponad medalionem głowami, skierowanymi odśrodkowo. Na awersie odznaki znajduje się umieszczony centralnie, czteroelementowy symbol tomoye (Yin-Yang), nad i pod którym widnieje grot strzały. Na rewersie znajduje się godło RPA.
Wstążki orderu są białe z nadrukowanym centralnie, powtarzającym się symbolem tomoye, utrzymanym w szarych barwach. Odznaczenie – niezależnie od klasy – jest zawieszane i noszone na szyi.
Dodatkowym insygnium orderu, które otrzymują odznaczeni, jest rzeźbiona laska, wykonana z ciemnego drewna. Oplata ją wąż, który ponadto otacza odznakę orderu, znajdującą się pod owalnie wygiętą rękojeścią.
Do orderu dołączane są także jego miniatura oraz rozetka.
Symbolika
Według wierzeń wielu ludów południowoafrykańskich wąż majola (łac. Pseudaspis cana, ang. mole snake) przybywa z przyjacielską wizytą do każdego nowo narodzonego dziecka. W wypadku orderu, węże symbolizują uznanie dla okazanych Republice Południowej Afryki dowodów solidarności i wsparcia. Tak samo jak laska, która dodatkowo wyraża zobowiązanie ofiarodawcy do okazania wzajemnej solidarności i pomocy. Natomiast znak tomoye jako przejaw koncepcji Yin i Yang symbolizuje spotkanie dwóch przeciwnych energii duchowych.